# Khvarachan Darejan Bagration
Khvarachan Darejan Bagration ou Khorasan de Géorgie (1582-1609) est une princesse géorgienne du XVIIe siècle.
Khvarachan Darejan est née en 1582. Elle est la seconde fille du roi Georges X de Karthli et de son épouse, la reine Maryam Dadiani.
Dans le but d'une alliance politique, elle est mariée en 1612 au roi de Kakhéthie. Elle a plusieurs enfants et est considérée comme l'ancêtre de la seconde lignée des rois de Géorgie, qui règnent au XVIIIe siècle.
De son mariage en 1612 à Grem avec Teimouraz Ier de Kakhétie sont issus trois enfants :
- David, prince de Moukhran ;
- Nestan-Darejan, qui épouse successivement :
  - en 1623 Zourab Ier Sidamoni, duc d'Aragvi ;
  - en 1629 Alexandre III Bagration, roi d'Iméréthie ;
  - en 1661 Vakhtang Ier Tchoutchounaschvili, roi d'Iméréthie ;
- Tinatine, qui épouse le Chah Safi Ier.

La reine de Kakhéthie est morte en 1609.